# Tim Melvill
Teignmouth Philip „Tim“ Melvill (* 13. Februar 1877 in Kapstadt, Kapkolonie; † 12. Dezember 1951 in King’s Lynn) war ein britischer Polospieler und Offizier.

## Erfolge
Tim Melvill besuchte das Wellington College sowie im Anschluss die Royal Military Academy Sandhurst. 1896 wurde er nach seinem Abschluss in Sandhurst zu den South Wales Borderers der British Army versetzt. In diesem Regiment hatte bereits sein Vater Teignmouth Melvill als Leutnant gedient, der während des Zulukriegs bei der Schlacht bei Isandhlwana fiel und posthum für seine Tapferkeit das Victoria-Kreuz erhielt. Melville selbst erhielt während des Ersten Weltkriegs für seine Verdienste in Frankreich den Distinguished Service Order. 1921 wurde er von seinem aktuellen Regiment, den 17th Lancers, wegversetzt und wurde stellvertretender Militärattaché in Madrid. Nachdem das Regiment der 17th/21st Lancers neu aufgestellt wurde, kehrte Melvill als Regimentskommandeur zurück. Als er die Army am 1. April 1931 schließlich im Rang eines Colonels verließ, wurde er auf seinem Posten von seinem olympischen Polopartner Vivian Lockett abgelöst.
Bei den Olympischen Spielen 1920 in Antwerpen gehörte Melvill zur britischen Polomannschaft, die außerdem aus Vivian Lockett, Frederick W. Barrett und John Wodehouse bestand. Die Briten besiegten im Halbfinale zunächst Belgien mit 8:3, ehe sie sich auch im Finale gegen Spanien mit 13:11 durchsetzten und damit Olympiasieger wurden. Melvill bestritt 1924 eine der beiden Partien im Westchester Cup und sicherte sich zahlreiche Titelgewinne bei verschiedenen Poloturnieren im Vereinigten Königreich. Nach seiner Offizierskarriere arbeitete er als Korrespondent für die Polo-Zeitschrift The Field.
Neben seinem Vater war auch sein Bruder Charles Melvill Offizier der British Army gewesen.